# (268) Adorea
(268) Adorea és un asteroide que forma part del cinturó d'asteroides i va ser descobert per Alphonse Louis Nicolas Borrelly el 8 de juny de 1887 des de l'observatori de Marsella, França.
Està nomenat així per l'adorea, un aliment sacrificial de l'antiga Roma.

## Característiques orbitals
Adorea està situat a una distància mitjana del Sol de 3,092 ua, podent apropar-se fins a 2,67 ua. Té una excentricitat de 0,1364 i una inclinació orbital de 2,44°. Triga 1986 dies a completar una òrbita al voltant del Sol.
Pertany a la família asteroidal de Temis.